# Karima Benameur
Karima Benameur Taieb (Bédarieux, Francia, 13 de abril de 1989) es una futbolista francesa que juega como portera que actualmente se encuentra sin equipo y de la selección de Francia.

## Trayectoria
Jugó en el Toulouse FC y Rodez AF antes de fichar por el Paris Saint-Germain F. C. en 2012. Franck Raviot ha sido su entrenador más inspirador. En 2015, se trasladó al club francés FCF Juvisy, (más tarde rebautizado como Paris FC) que compite en la Division 1 Féminine.
En 2019, hizo el primer movimiento internacional de su carrera, firmando un contrato de un año con el Manchester City inglés de la FA Women's Super League.

## Selección nacional
Fue convocada para formar parte de la selección nacional de Francia para la Eurocopa Femenina 2013.

## Palmarés

### Campeonatos nacionales
| Título         | Club            | País       | Año     |
| -------------- | --------------- | ---------- | ------- |
| Women's FA Cup | Manchester City | Inglaterra | 2019-20 |

## Vida personal
Fue conocida como Karima Benameur hasta que en junio de 2020 anunció que ahora adoptaría el apellido de su madre y luciría Taieb en la parte posterior de su camisa.